# Tetri Bazar
Tetri Bazar é uma cidade  no distrito de Siddharthnagar, no estado indiano de Uttar Pradesh.

## Demografia
Segundo o censo de 2001, Tetri Bazar tinha uma população de 21,915 habitantes. Os indivíduos do sexo masculino constituem 53% da população e os do sexo feminino 47%. Tetri Bazar tem uma taxa de literacia de 62%, superior à média nacional de 59.5%: a literacia no sexo masculino é de 71% e no sexo feminino é de 53%. Em Tetri Bazar, 18% da população está abaixo dos 6 anos de idade.